# Герб комуни Свенюнга
Герб комуни Свенюнга (швед. Svenljunga kommunvapen) — символ шведської адміністративно-територіальної одиниці місцевого самоврядування комуни Свенюнга.

## Історія
Герб було розроблено для чепінга Свенюнга. Отримав королівське затвердження 1959 року. 
Після адміністративно-територіальної реформи, проведеної в Швеції на початку 1970-х років, муніципальні герби стали використовуватися лишень комунами. Тому з 1971 року цей герб представляє комуну Свенюнга, а не містечко. Новий герб комуни Свенюнга офіційно зареєстрованим не був.

## Опис (блазон)
У синьому полі срібна голова бика з червоними очима, рогами і язиком, під нею — два скошені навхрест кушнірські срібні ножі та така ж квітка вересу.

## Зміст
Голова бика символізує розвинуте тваринництво. Ножі вказують на шкірообробну промисловість. Квітка вересу є називним символом і вказує на другу частину назви комуни (швед. ljung=верес).